# Kelly Rowan

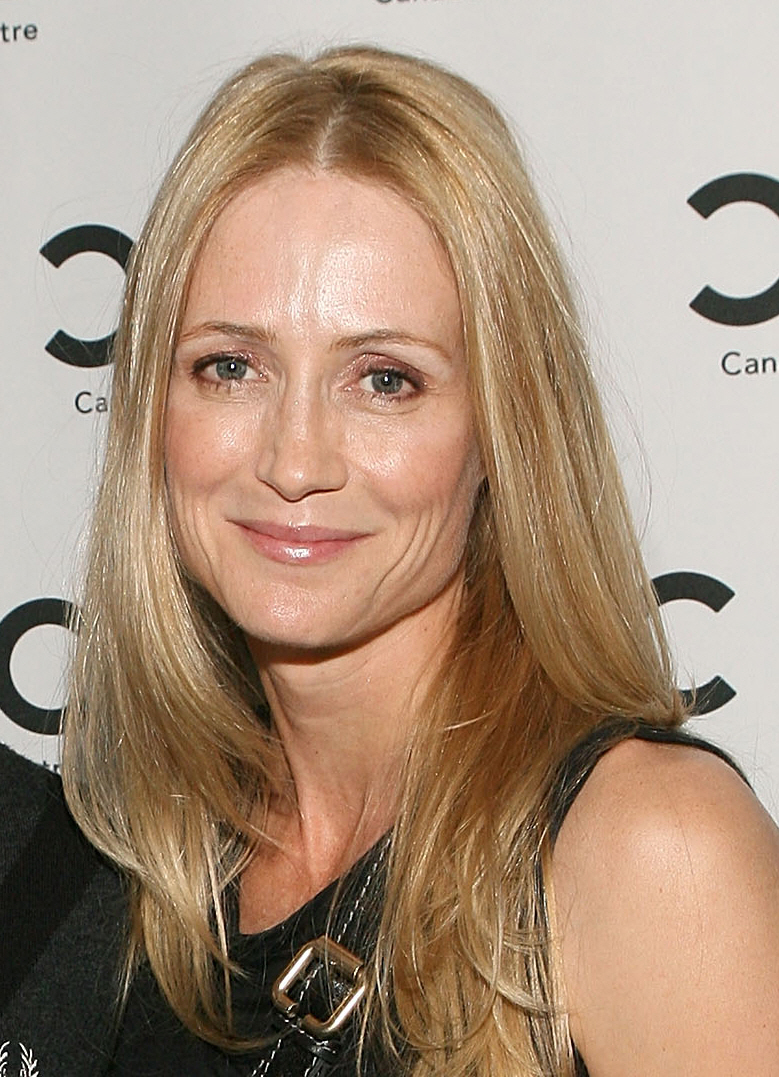
Kelly Rowan (2011)

Kelly Rowan (* 26. Oktober 1965 in Ottawa) ist eine kanadische Film- und Serienschauspielerin. Sie wurde durch die Rolle der Kirsten Cohen in der Serie O.C., California bekannt.

## Karriere
Kelly Rowan wuchs in Toronto auf. Sie besuchte die Northern Secondary School und studierte Englisch an der University of Western Ontario, brach ihr Studium aber ab, um sich ihrer Schauspielkarriere zu widmen. Im Alter von 19 Jahren bekam sie erste kleinere Rollen im kanadischen Fernsehen; derweil arbeitete sie als Model, um ihre Rechnungen zu bezahlen.
Sie verließ Kanada 1990 und zog nach Los Angeles, wo sie Schauspielunterricht nahm und schon bald für erste amerikanische Rollen verpflichtet wurde. Zunächst spielte sie kleinere Rollen, etwa in der Fernsehserie Dallas (1991) und in Hook (1991), wo sie die Mutter von Peter Pan verkörperte. Sie arbeitete weiterhin auch in Kanada und hatte Gastauftritte in Serien wie The Outer Limits (1995) und The DaVinci Inquest (1998). Für den kanadischen Film Adrift (1994) erhielt sie von der Academy of Canadian Cinema and Television einen Gemini Award als beste Schauspielerin.
Inzwischen hat sie zahlreiche Filme gedreht, darunter Candyman 2 – Die Blutrache (1995), Assassins – Die Killer (1997), 187 – Eine tödliche Zahl (1997) und Proximity – Außerhalb des Gesetzes (2001). 2000 stand sie mit Melinda Clarke, ihrer späteren Kollegin bei O.C., California, für eine Folge der Serie CSI: Crime Scene Investigation vor der Kamera. Von 2002 bis 2003 hatte Rowan eine Rolle in Boomtown. Von 2003 bis 2007 stand sie für O.C., California vor der Kamera, wo sie Kirsten Cohen, die Ehefrau von Sandy Cohen (Peter Gallagher) spielte. Für diese Rolle erhielt sie 2006 einen PRISM Award. 2009 hatte sie einen Gastauftritt bei CSI: Miami. Von 2012 bis 2015 spielte Rowan in der US-Fernsehserie Perception eine Hauptrolle als Natalie Vincent. Die Serie lief über drei Staffeln.
Neben ihrer Karriere als Schauspielerin ist sie auch hinter den Kulissen tätig und arbeitet als Produzentin für diverse Filmprojekte, so zum Beispiel für Eight Days to Live (2006), In God’s Country (2007), She Drives Me Crazy (2007) und Jack and Jill vs. The World (2008).
Im Juni 2007 gab sie ihre Verlobung mit dem kanadischen Milliardär David Thomson, 3. Baron Thomson of Fleet, bekannt. Thomson ist der Sohn von Kenneth Thomson, 2. Baron Thomson of Fleet, dem ehemaligen CEO der The Thomson Corporation. Das Paar geht mittlerweile wieder getrennte Wege. Seit dem 28. April 2008 ist Kelly Rowan Mutter einer Tochter.

## Filmografie (Auswahl)
- 1984: Hangin’ In (Fernsehserie, eine Folge)
- 1986: Nachtstreife (Night Heat, Fernsehserie, eine Folge)
- 1987: Gate – Die Unterirdischen (The Gate)
- 1988: Krieg der Welten (War of the Worlds, Fernsehserie, eine Folge)
- 1990: Unser lautes Heim (Growing Pains, Fernsehserie, eine Folge)
- 1991: Dallas (Fernsehserie, 3 Folgen)
- 1991: Hook
- 1995–1996: Lonesome Dove: The Outlaw Years (Fernsehserie, 22 Folgen)
- 1995, 1998: Outer Limits – Die unbekannte Dimension (The Outer Limits, Fernsehserie, 2 Folgen)
- 1995: Assassins – Die Killer (Assassins)
- 1995: Candyman 2 – Die Blutrache (Candyman: Farewell to the Flesh)
- 1997: 187 – Eine tödliche Zahl (One Eight Seven)
- 1998: Da Vinci’s Inquest (Fernsehserie, 2 Folgen)
- 1999: Ein Date zu dritt (Three to Tango)
- 1999: Mit Vollgas durch die Nacht (Late Last Night, Fernsehfilm)
- 2000: The Truth about Jane (The Truth about Jane, Fernsehfilm)
- 2001: CSI: Den Tätern auf der Spur (CSI: Crime Scene Investigation, Fernsehserie, eine Folge)
- 2001: Proximity – Außerhalb des Gesetzes (Proximity)
- 2002–2003: Boomtown (Fernsehserie, 4 Folgen)
- 2003–2007: O.C., California (The O.C., Fernsehserie, 92 Folgen)
- 2008: Jack & Jill gegen den Rest der Welt (Jack and Jill vs. the World)
- 2009: CSI: Miami (Fernsehserie, eine Folge)
- 2010: Flashpoint – Das Spezialkommando (Flashpoint, Fernsehserie, eine Folge)
- 2011: Internet-Mobbing (Cyberbully, Fernsehfilm)
- 2012–2015: Perception (Fernsehserie)
- 2015: Castle (Fernsehserie, Folge 8x03 Campus-Killer)
- 2015: Murdoch Mysteries (Fernsehserie, 1 Folge)